# لورن گیبمایر
لورن گیبمایر (انگلیسی: Lauren Gibbemeyer؛ زادهٔ ۸ سپتامبر ۱۹۸۸) بازیکن والیبال اهل ایالات متحده آمریکا است.
از باشگاه‌هایی که در آن بازی کرده‌است می‌توان به آگیل والی اشاره کرد.